# Eutreta patagiata
Eutreta patagiata är en tvåvingeart som beskrevs av Wulp 1899. Eutreta patagiata ingår i släktet Eutreta och familjen borrflugor. Inga underarter finns listade i Catalogue of Life.